# Weil Souldou
Weil Souldou (auch: Fantou Ouro Souldou, Guéré Souldou, Ouérésouldou, Ouré Souldou, Ouro Soldou, Ouro Souldé, Ouro Souldou, Waili Souldou, Wayre Suldu, Weilsouldou, Were Suldu) ist ein Dorf in der Landgemeinde Tamou in Niger.

## Geographie
Das von einem traditionellen Ortsvorsteher (chef traditionnel) geleitete Dorf liegt etwa zwei Kilometer nordwestlich der Staatsgrenze zu Burkina Faso. Es befindet sich rund 23 Kilometer westlich des Hauptorts Tamou der gleichnamigen Landgemeinde, die zum Departement Say in der Region Tillabéri gehört. Zu den Siedlungen in der näheren Umgebung von Weil Souldou zählen Tiélla Foulbé im Norden und Dantchandou im Osten.
Weil Souldou ist Teil der Übergangszone zwischen Sahel und Sudan. Die durchschnittliche jährliche Niederschlagsmenge beträgt hier zwischen 500 und 600 mm.

## Geschichte
Weil Souldou war der Sitz eines alten autonomen Emirats, das wie die Nachbar-Emirate Balla, Dantchandou und Djongoré im 19. Jahrhundert dem Herrschaftsbereich des Kalifats von Sokoto untergeordnet wurde.
Im Zuge der Besetzung der späteren Niger-Kolonie richtete Frankreich am 1. Oktober 1902 in Weil Souldou einen Kanton ein, der als Teil des autonomen Kreises Say zunächst zur Kolonie Dahomey gehörte. Um das Jahr 1919 wurde der Kanton Weil Souldou aufgelöst und sein Gebiet dem Kanton Tamou angeschlossen.

## Bevölkerung
Bei der Volkszählung 2012 hatte Weil Souldou 355 Einwohner, die in 34 Haushalten lebten. Bei der Volkszählung 2001 betrug die Einwohnerzahl 452 in 47 Haushalten und bei der Volkszählung 1988 belief sich die Einwohnerzahl auf 829 in 102 Haushalten.

## Wirtschaft und Infrastruktur
Es gibt eine Schule im Dorf.